# Forcipata euxina
Forcipata euxina är en insektsart som beskrevs av Vladimir M. Gnezdilov 2000. Forcipata euxina ingår i släktet Forcipata och familjen dvärgstritar. Inga underarter finns listade i Catalogue of Life.